# Randall Bentley
Robert Randall Bentley junior (* 16. Juli 1991 in Marietta, Georgia) ist ein US-amerikanischer Schauspieler.

## Leben
Randall Bentley ist der Sohn von Randall und Sue Bentley. Er hat eine Schwester, Elisabeth Bentley. Ein Talentscout entdeckte den damals zwölfjährigen Bentley, als er ihn singen hörte. Nachdem Bentley erste Versuche als Schauspieler unternahm, gewann er einen internationalen Talentwettbewerb und begann mit dreizehn Jahren seine professionelle Schauspielkarriere. Nachdem er in einigen Werbespots gespielt hatte, erhielt er mit Colby Bates in der letzten Folge der Fernsehserie Für alle Fälle Amy seine erste Rolle fürs Fernsehen. Von 2006 bis 2009 porträtierte Bentley in der Fernsehserie Heroes die Nebenfigur Lyle Bennet. In dem Film Upside erschien er 2010 in der Hauptrolle als Soli. Seine High-School schloss Randall in Los Angeles ab.

## Filmografie
- 2005: Für alle Fälle Amy (Judging Amy, Fernsehserie, eine Folge)
- 2006–2009: Heroes (Fernsehserie, 19 Folgen)
- 2007: The Unit – Eine Frage der Ehre (The Unit, Fernsehserie, eine Folge)
- 2007: State of Mind (Fernsehserie, eine Folge)
- 2007: Liebe wagt neue Wege (Love’s Unfolding Dream, Fernsehfilm)
- 2010: Upside
- 2010: The Quinn-tuplets (Fernsehfilm)
- 2010: Tainted Blood (Kurzfilm)
- 2010: It’s Always Sunny in Philadelphia (Fernsehserie, eine Folge)